# Бібліотека української класики
«Бібліотека української класики "Дніпро"» — серія творів української нової та новітньої літератури, здійснена видавництвом «Дніпро» (з 1983 по 1992 рр.). Вийшло 43 томи. Редакційна колегія: Гончар О.Т., Загребельний П.А., Олійник Б.І., Новиченко Л.М., Воронько П.М., Мушкетик Ю.М., Бандура О.І. Художнє оформлення Дозорця В.М.
В серії видано твори:
1. Головко Андрій. "Пилипко. Червона хустина. Бур'ян" (1983).
2. Еллан-Блакитний Василь. "Поезії" (1983).
3. Квітка-Основ'яненко Григорій. "Пан Халявский" (1984).
4. Рильський Максим. "Лірика" (1984).
5. Рильський Максим. "Поеми" (1984).
6. Свидницький Анатолій. "Люборацькі" (1984).
7. Вишня Остап. "Вишневі усмішки" (1985).
8. Корнійчук Олександр. "П'єси" (1985).
9. Маковей Осип. "Ярошенко" (1985).
10. Мартович Лесь. "Забобон" (1985).
11. Скляренко Семен. "Володимир" (1985).
12. Тесленко Архип. "Оповідання" (1985).
13. Вовчок Марко. "Народні оповідання" (1986).
14. Галан Ярослав. "Любов на світанні. Публіцистика" (1986).
15. Микитенко Іван. "Брати. Вуркагани. Диктатура" (1986).
16. Мирний Панас. "Хіба ревуть воли, як ясла повні?" (1986).
17. Черемшина Марко. "Карби" (1986).
18. Кобилянська Ольга. "Земля. В неділю рано зілля копала..." (1987).
19. Котляревський Іван. "Енеїда. Наталка Полтавка. Москаль-чарівник" (1987).
20. Кочерга Іван. "Ярослав Мудрий. Свіччине весілля" (1987).
21. Нечуй-Левицький Іван. "Микола Джеря. Кайдашева сім'я" (1987).
22. Стефаник Василь. "Кленові листки" (1987).
23. Мирний Панас. "Повія" (1988).
24. Руданський Степан. "Співомовки" (1988).
25. Сковорода Григорій. "Сад божественных песней" (1988).
26. Шевченко Тарас. "Автобиография. Дневник" (1988).
27. Шевченко Тарас. "Кобзар" (1988).
28. Шевченко Тарас. "Повести" (1988).
29. Грабовський Павло. "Поезії" (1989).
30. Козланюк Петро. "Юрко Крук" (1989).
31. Українка Леся. "Драматичні твори" (1989).
32. Українка Леся. "Поезії. Поеми" (1989).
33. Франко Іван. "Оповідання. Борислав сміється" (1989).
34. Франко Іван. "Поезії. Мойсей. Украдене щастя" (1989).
35. Вовчок Марко. "Рассказы из русского народного быта. Записки причетника" (1990).
36. Гребінка Євген. "Байки. Поезії" (1990).
37. Кропивницький Марко. "П'єси" (1990).
38. Федькович Юрій. "Поезії. Поеми" (1990).
39. Квітка-Основ’яненко Григорій. «Повісті. Сватання на Гончарівці. Шельменко-денщик» (1990).
40. Глібов Леонід. "Байки. Поезії" (1991).
41. Коцюбинський Михайло. "Хвала життю" (1991).
42. Гончар Олесь. "Тронка. Собор" (1992).
43. Стельмах Михайло. "Кров людська - не водиця" (1992).

З первісно (у 1983 році) запланованих томів не вийшли друком:
1. Старицький Михайло. "П'єси".
2. Карпенко-Карий Іван. "П'єси".
3. Васильченко Степан. "Повісті. Оповідання".
4. Тичина Павло. "Поезії. Поеми".
5. Довженко Олександр. "Новели. Зачарована Десна. Поема про море".
6. Тудор Степан. "День отця Сойки".
7. Сосюра Володимир. "Лірика. Поеми".
8. Яновський Юрій. "Вершники".
9. Малишко Андрій. "Лірика. Поеми".
10. Первомайський Леонід. "Лірика. Поеми. Дикий мед".
11. Панч Петро. "Гомоніла Україна".
12. Ле Іван. "Роман міжгір'я".
13. Смолич Юрій. "Дитинство".
14. Бажан Микола. "Поезії. Поеми".
15. Гончар Олесь. "Прапороносці".